# Volcano (film)
Volcano is een Amerikaanse thriller uit 1997, onder regie van Mick Jackson en geschreven door Jerome Armstrong. De film verscheen in hetzelfde jaar als het door de critici beter beoordeelde Dante's Peak, dat eveneens over een vulkaanuitbarsting gaat.
Volcano werd genomineerd voor een Razzie Award voor de onachtzaamheid waarmee ze omgaat met menselijk leven en de openbare ruimte.

## Verhaal
Het is een stille en vredige tijd in Los Angeles, Californië, totdat een kleine aardbeving de stad in beroering brengt. Michael Roark, de directeur van het bureau voor noodbeheer, rekruteert een babysitter om toezicht te houden op zijn vijftienjarige dochter Kelly en hond Max. Michael staat erop om naar zijn werk te gaan, ook al was hij op vakantie voordat de aardbeving toesloeg. In MacArthur Park ontstaat er onrust waarbij nutswerkers worden verbrand door mosterdgas dat uit het rioleringssysteem komt. Stan Ober, de CEO van de grootstedelijke transportautoriteit, is van mening dat de naschokken geen enkele bedreiging vormen voor de metro. Seismoloog Amy Barnes voorspelt dat zich ondergronds een vulkaan vormt nabij de La Brea-teerputten, maar dit levert Michael niet genoeg bewijs op om actie te ondernemen.
De volgende ochtend vroeg in de ochtend wagen Amy en haar assistent Rachel zich door het rioleringssysteem om monsters te nemen. Er vindt opnieuw een aardbeving plaats, twee keer zo krachtig als de vorige, waardoor een metro ontspoort, waardoor de bestuurder en de passagiers stranden. Terwijl Michael en Kelly zich door de stad wagen, zijn ze getuige van een donkere aswolk die uit de teerputten opduikt. Een spervuur van lavameteorieten treft meerdere bouwwerken in de stad en brengt uiteindelijk een brandweerwagen neer, waardoor een brandweerman binnenin wordt opgesloten.
Terwijl Michael en andere vrijwilligers gewonde burgers van de straat begeleiden, zijn de teerputten getransformeerd in een ondergrondse vulkaan, die een lavastroom ontketent die alles op zijn pad verbrandt. Kelly smeekt om de hulp van haar vader als een lavameteoriet haar ontsnapping blokkeert en haar linkerbeen verbrandt. Michael redt zijn dochter net voordat de lavastroom zijn voertuig vernietigt. De lavastroom richt zich vervolgens op de neergestorte brandweerwagen, waarbij twee brandweerlieden binnenin omkomen. Michael vertrouwt zijn gewonde dochter toe aan dokter Jaye Calder van het Cedars-Sinai Hospital om haar brandwonden te behandelen.
Stan leidt een aanvalsteam naar de metro om degenen te redden die zijn flauwgevallen in de ontspoorde trein. Een van de nutswerkers is getuige van een lavastroom onder de trein, en omdat er geen tijd over is, begeleidt het stakingsteam de neergestorte passagiers ternauwernood uit de trein, maar Stan vermoedt dat de machinist van de trein nog steeds vermist is en gaat terug om hem te zoeken. Stan vindt de machinist en probeert te ontsnappen aan het wrak van de trein, maar de lavastroom is voorbij de veiligheidslanding gegaan, en zonder keus offert Stan zichzelf op door in de lavastroom te springen terwijl alleen de machinist het overleeft.
Michael en Amy rekruteren andere stadsfunctionarissen, waaronder politie-luitenant Ed Fox, om te zien wat ze kunnen doen in de strijd tegen de vulkaan. De enige manier om dit te doen is door een reeks betonnen barrières op elkaar te stapelen en zo een blokkade te vormen. Het plan komt tot stand als de lavastroom eindelijk tot stilstand komt. Een vloot helikopters dumpt water onder hoge druk dat uit de oceaan wordt geborgen om de lava en de vulkaan te bedwingen, waardoor een korst ontstaat waar de lava verhardt.
Het feest is van korte duur omdat Amy voorspelt dat magma nog steeds ondergronds zit en dat er mogelijk een nieuwe lavastroom zal plaatsvinden aan de westkant van de rode lijntunnel. De westkant wordt snel geëvacueerd terwijl Michael en andere stadswerkers perimeters van dynamiet verzamelen, die het pad van de lava zouden omleiden zodra de explosieven een valpad vormen. Daarbij zijn ook stukken dynamiet in een condominiumgebouw opgeborgen, wat betekent dat het bouwwerk zou vallen en de lava volledig zou blokkeren om naar de westkant te stromen. Kelly zoekt naar een jonge jongen die is afgedwaald, en de twee bevinden zich in het directe pad van het vallende gebouw, en Michael rent naar binnen om hen te beschermen tegen het vallende gebouw.
Nu er een valpad is gevormd, wordt de lava omgeleid naar de Stille Oceaan, waar hij afkoelt en verhardt. Michael, Kelly en de jonge jongen komen levend tevoorschijn uit de overblijfselen van het gevallen gebouw voordat het begint te regenen. In de nasleep zijn meer dan honderd doden gemeld, terwijl duizenden anderen gewond zijn geraakt en miljarden dollars aan schade zijn geleden als gevolg van de uitbarsting van de vulkaan.

## Rolverdeling
| Acteur             | Personage                |
| ------------------ | ------------------------ |
| Tommy Lee Jones    | Mike Roark               |
| Anne Heche         | Dr. Amy Barnes           |
| Gaby Hoffmann      | Kelly Roark              |
| Don Cheadle        | Emmit Reese              |
| Jacqueline Kim     | Dr. Jaye Calder          |
| Keith David        | Police Lieutenant Ed Fox |
| John Corbett       | Norman Calder            |
| Michael Rispoli    | Gator Harris             |
| John Carroll Lynch | Stan Olber               |
| Marcello Thedford  | Kevin                    |
| Laurie Lathem      | Rachel                   |
| Bert Kramer        | L.A. Fire Chief          |
| Bo Eason           | Bud McVie                |
| James MacDonald    | Terry Jasper             |
| Dayton Callie      | Roger Lapher             |